# Lissocraspeda thrasyschema
Lissocraspeda thrasyschema är en fjärilsart som beskrevs av Turner 1939. Lissocraspeda thrasyschema ingår i släktet Lissocraspeda och familjen mätare. Inga underarter finns listade i Catalogue of Life.